# Tempest
Tempest (tiếng Hàn: 템페스트; Romaja: Tempeseuteu, được viết cách điệu như TEMPEST hoặc viết tắt là TPST) là một nhóm nhạc nam Hàn Quốc được thành lập và quản lý vào năm 2022 bởi Yuehua Entertainment. Nhóm hiện bao gồm 6 thành viên: Hanbin, Hyeongseop, Hyuk, Eunchan, Lew, Taerae, và cựu thành viên Hwarang (rời nhóm năm 2024). Nhóm chính thức ra mắt vào ngày 2 tháng 3 năm 2022 với EP It's Me, It's We. EP đầu tay của nhóm được Billboard lựa chọn là một trong 25 album K-pop tiêu biểu của năm 2022.

## Tên gọi
Tên gọi Tempest của nhóm có nghĩa là "cơn bão mạnh", với ý nghĩa nhóm sẽ "càn quét ngành công nghiệp âm nhạc với năng lượng mạnh mẽ và màn trình diễn bùng nổ".
Ngày 2 tháng 3 năm 2022, nhóm lấy tên cho cộng đồng người hâm mộ (fandom) của mình là iE (đọc là ai-i), tức "mắt bão", mang ý nghĩa "Bình yên trong cơn bão trái ngược với bản chất cơn bão, các thành viên luôn muốn ở bên iE vì đó là không gian an toàn của họ. Giống như tuyết rơi của cơn bão ấm áp và ấm cúng, iE có nghĩa là chúc bạn những điều tốt đẹp nhất luôn mỉm cười".

## Lịch sử

### Trước khi ra mắt
- Năm 2017, Lew và Hyeongseop tham gia mùa thứ hai của chương trình truyền hình thực tế sống còn Produce 101 của Mnet.[5] Lew bị loại ở vòng loại trừ thứ ba, xếp hạng 23 chung cuộc, trong khi Hyeongseop bị loại ở đêm chung kết, xếp hạng 16 chung cuộc. Cả hai ra mắt vào ngày 2 tháng 11 năm 2017 trong nhóm nhạc dự án Hyeongseop X Euiwoong với đĩa đơn "It Will Be Good".[6]
- Hwarang (cựu thành viên) tham gia chương trình Under Nineteen của đài MBC vào năm 2018 dưới tên Song Jae-won.[7][8] Anh bị loại ở tập 12, xếp hạng 32 chung cuộc.
- Năm 2020, Hanbin tham gia chương trình thực tế sống còn I-Land do Mnet thực hiện.[9] Anh bị loại ở giai đoạn hai và xếp hạng 10 chung cuộc[10]. Tháng 10 năm 2020, anh tổ chức buổi gặp gỡ người hâm mộ trực tuyến mang tên "!00%".[11] Tháng 12 năm 2020, anh mở tài khoản Twitter cá nhân và tham gia vào tiết mục mở màn trong 2021 NYEL[12][13], buổi biểu diễn cuối năm của các nghệ sĩ trực thuộc Hybe Labels với ca khúc "I&Credible".[14] Ngày 2 tháng 6 năm 2021, thông báo được đưa ra bởi Belift Lab rằng Hanbin sẽ rời công ty này và chuyển sang thực tập tại Yuehua Entertainment.[15]

Vào ngày 30 tháng 12 năm 2021, Yuehua tiết lộ rằng sẽ ra mắt một nhóm nhạc nam mới mang tên Tempest. Các trang Instagram, Facebook, Twitter và YouTube chính thức của nhóm đã được công bố trong cùng ngày. Các thành viên của Tempest được tiết lộ qua series "Tempest Debut Trailer" trên kênh YouTube của Stone Music Entertainment.

### 2022: Ra mắt vớiIt's Me, It's Wevà lần lượt trở lại vớiShining UpvàOn and On
Tempest ban đầu dự kiến ra mắt vào ngày 21 tháng 2 năm 2022 với EP It's Me, It's We, với ca khúc chủ đề "Bad News", tuy nhiên, ngày 14 tháng 2, Yuehua Entertainment thông báo nhóm sẽ hoãn ra mắt cho tới ngày 2 tháng 3 sau khi tất cả thành viên dương tính với COVID-19. Trong showcase debut của nhóm vào ngày 2 tháng 3, tên fandom iE chính thức được công bố. Album It's Me, It's We được chính thức ra mắt cùng ngày, album này có sự tham gia viết lời bởi hai thành viên trong nhóm là Lew và Hwarang. EP đầu tay của nhóm được Billboard lựa chọn là một trong 25 album K-pop tiêu biểu của năm 2022.
Ngày 10 tháng 8, Tempest thông báo ra mắt EP thứ hai, Shining Up, với ca khúc chủ đề ''Can't Stop Shining'', sau gần 6 tháng ra mắt. Album được phát hành đồng thời với MV cho ca khúc chủ đề vào ngày 29 tháng 8. Album này có sự tham gia viết lời bởi thành viên Hwarang của nhóm.
Tháng 9, Tempest lần đầu tham gia Đại hội Thể thao Idol.
Ngày 7 tháng 11, ngày trở lại của Tempest với EP thứ ba On and On được công bố, theo đó ngày 18 tháng 11, MV ca khúc B-side "Taste the Feeling" được công chiếu trước trên nền tảng TikTok, trước khi được phát hành trên các nền tảng nhạc số cùng EP On and On cũng như YouTube. Ca khúc chủ đề "Dragon" cùng EP On and On được chính thức phát hành vào ngày 22 tháng 11. Ca khúc này đã giúp họ giành chiến thắng đầu tiên trên Show Champion. Đây cũng là album đầu tiên của nhóm giành được hạng 1 trên bảng xếp hạng album Circle Chart của tuần đó.
Ngày 7 tháng 12, Tempest xuất hiện tại sự kiện kỉ niệm 30 năm thiết lập quan hệ ngoại giao Việt Nam – Hàn Quốc diễn ra tại Gwangju, có sự tham gia của Chủ tịch nước Nguyễn Xuân Phúc và Đoàn đại biểu cấp cao Việt Nam theo lời mời của tổng thống Hàn Quốc Yoon Suk-yeol.

### 2023:폭풍전야 (The Calm Before the Storm),chuyến lưu diễn đầu tiên và폭풍 속으로(Into the Tempest)
Ngày 24 tháng 1, Tempest trình diễn phiên bản tiếng Trung của ca khúc "Dragon", và hợp tác trình diễn ca khúc "Happy New Year" (UNIQ) cùng hai nghệ sĩ cùng công ty là Kim Sung-joo (UNIQ) và Ngô Tuyên Nghi (XuanYi) trong chương trình biểu diễn dịp năm mới Lễ thịnh điển nghe nhìn Internet 2023 tại Bắc Kinh, Trung Quốc.
Ngày 29 tháng 3, họ công bố EP thứ tư, 폭풍전야 (tiếng Anh: The Calm Before the Storm), phát hành vào ngày 17 tháng 4.
Ngày 19 tháng 6, trang SNS chính thức của nhóm thông báo về Show Con [T-Our] đầu tiên của nhóm tại Seoul, Hàn Quốc vào hai ngày 12-13 tháng 8. Ngày 20 tháng 6, thông báo T-Our tại Nhật Bản sẽ được tổ chức tại 2 địa điểm là Osaka (24-25 tháng 8)  và Yokohama (29-30 tháng 8). Ngày 25 tháng 8, T-Our được xác nhận tổ chức tại Ma Cao vào ngày 30 tháng 8 năm 2023. Tại các đêm diễn này, họ trình diễn một ca khúc chưa được công bố trước đó đến người hâm mộ, "Dive".
Ngày 20 tháng 9, Tempest phát hành album đĩa đơn đầu tiên, 폭풍 속으로 (tiếng Anh: Into the Tempest) với ca khúc chủ đề "Vroom Vroom" cùng với ca khúc B-side "Dive" trước đó được công bố tại T-Our. Ca khúc chủ đề "Vroom Vroom" cũng đa mang về cho nhóm hai chiến thắng trên các chương trình Show Champion và Music Bank. Album này nhận chứng nhận đồng của Hanteo trao cho các album bán trên 100.000 bản trong tuần đầu phát hành.
Ngày 19 tháng 10, Yuehua thông báo Hwarang tạm thời dừng hoạt động cùng nhóm để phẫu thuật điều trị chấn thương vai.
Ngày 23 tháng 12, Tempest lần đầu trình diễn tại Việt Nam trong khuôn khổ Lễ hội âm nhạc quốc tế Hozo 2023 tổ chức tại Thành phố Hồ Chí Minh.

### 2024–nay: Ra mắt tại Nhật Bản vớiBang!, Hwarang rời nhóm

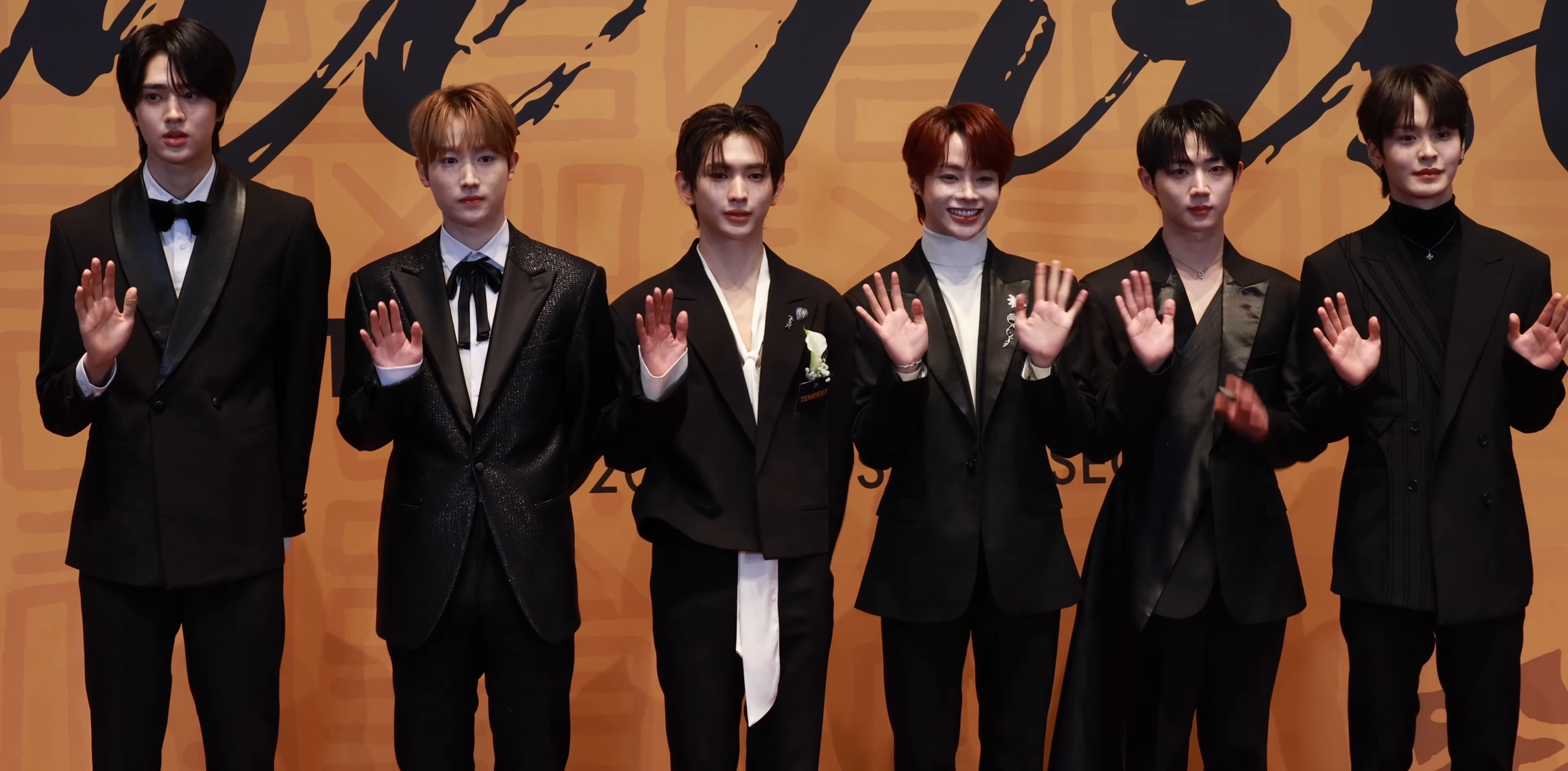
Tempest tại First Brand Awards năm 2025

Ngày 3 tháng 1 năm 2024, trang SNS Nhật Bản của nhóm nhá hàng về hoạt động đầu tiên của Tempest tại thị trường Nhật Bản. Sau đó vào ngày 5 tháng 1, Tempest xác nhận ca khúc "Baddest Behavior" sẽ được phát hành trên các nền tảng số vào ngày 31 tháng 1, trước khi họ chính thức ra mắt tại thị trường này vào ngày 10 tháng 4 với EP Bang!. Ca khúc này cũng được chọn trở thành nhạc kết bộ phim hoạt hình Run for Money: The Great Mission của đài Fuji TV kể từ ngày 7 tháng 1.
Ngày 6 tháng 3, Yuehua thông báo tạm thời đình chỉ hoạt động của Hwarang do bê bối đời tư cá nhân.
Ngày 11 tháng 3, Tempest phát hành EP thứ năm của họ, Voyage.
Ngày 15 tháng 6, Tempest mở rộng T-Our với buổi hòa nhạc đầu tiên tại Việt Nam, diễn ra tại Nhà thi đấu Phú Thọ, Thành phố Hồ Chí Minh.
Ngày 11 tháng 8, Yuehua cho biết Hwarang đã rời Tempest và chấm dứt hợp đồng độc quyền với công ty sau 5 tháng dừng hoạt động. Theo đó, nhóm sẽ tiếp tục hoạt động với đội hình 6 thành viên.
Ngày 8 tháng 10, Tempest được thông báo sẽ ra mắt EP thứ 2 tại thị trường Nhật Bản vào ngày 6 tháng 12, tựa đề album sau đó được tiết lộ là Bubble Gum. Tuy nhiên, họ cho biết EP này đã được hoãn sang ngày 11 tháng 12 cùng năm.
Vào tháng 3 năm 2025, Yuehua cho biết nhóm sẽ phát hành EP thứ 6 RE: Full of Youth vào ngày 31 tháng 3.

## Thành viên
- Chú thích: Chữ có in đậm là nhóm trưởng, chữ có gạch chân là chữ cái đại diện trong tên nhóm (TEMPEST)

| Nghệ danh           | Nghệ danh | Tên khai sinh    | Tên khai sinh | Tên khai sinh | Tên khai sinh   | Ngày sinh        | Nơi sinh                           | Quốc tịch  | Vai trò                           | Từ khóa đại diện |
| Latinh              | Hangul    | Latinh           | Hangul        | Hanja         | Hán Việt        | Ngày sinh        | Nơi sinh                           | Quốc tịch  | Vai trò                           | Từ khóa đại diện |
| Thành viên hiện tại |           |                  |               |               |                 |                  |                                    |            |                                   |                  |
| LEW                 | 루        | Lee Eui-woong    | 이의웅        | 李義雄        | Lý Nghĩa Hùng   | 5 tháng 4, 2001  | Namdong, Incheon, Hàn Quốc         | ` Hàn Quốc | Leader, Main Rapper, Sub Vocalist | PRESENT          |
| Hanbin              | 한빈      | Ngô Ngọc Hưng    | 응오 응옥 흥  | 吳玉興        | Ngô Ngọc Hưng   | 19 tháng 1, 1998 | Yên Bái, Việt Nam                  | Việt Nam   | Lead Vocalist, Main Dancer,       | CHALLENGE        |
| Hyeongseop          | 형섭      | Ahn Hyeong-seop  | 안형섭        | 安炯燮        | An Huỳnh Tiếp   | 9 tháng 8, 1999  | Incheon, Gyeonggi, Hàn Quốc        | ` Hàn Quốc | Sub Vocalist                      | PASSION          |
| Hyuk                | 혁        | Koo Bon-hyuk     | 구본혁        | 具本奕        | Cụ Bản Dịch     | 17 tháng 4, 2000 | Changwon, Gyeongsang Nam, Hàn Quốc | ` Hàn Quốc | Main Vocalist                     | POSSIBILITY      |
| Eunchan             | 은찬      | Choi Byeong-seop | 최병섭        | 崔炳涉        | Thôi Bính Thiệp | 27 tháng 2, 2001 | Ansan, Gyeonggi, Hàn Quốc          | ` Hàn Quốc | Sub Vocalist                      | CLASSIC          |
| Taerae              | 태래      | Kim Tae-rae      | 김태래        | 金台来        | Kim Di Lai      | 9 tháng 5, 2002  | Seoul, Hàn Quốc                    | ` Hàn Quốc | Sub Rapper, Maknae                | HAPPINESS        |
| Cựu thành viên      |           |                  |               |               |                 |                  |                                    |            |                                   |                  |
| Hwarang             | 화랑      | Song Jae-won     | 송재원        | 宋在元        | Tống Tại Nguyên | 23 tháng 4, 2001 | Uijeongbu, Gyeonggi, Hàn Quốc      | Hàn Quốc   | Main Rapper, Main Dancer          | FREEDOM          |

## Danh sách đĩa nhạc

### EP
| Tựa đề                                                                                       | Thông tin | Vị trí xếp hạng cao nhất | Vị trí xếp hạng cao nhất | Doanh số                    |
| Tựa đề                                                                                       | Thông tin | KOR                      | JPN                      | Doanh số                    |
| Tiếng Hàn                                                                                    | |                          |                          |                             |
| It's Me, It's We                                                                             | - Phát hành: 2 tháng 3, 2022 - Hãng đĩa: Yuehua Entertainment,Stone Music, Genie - Định dạng: CD, kỹ thuật số, phát trực tuyến Danh sách bài hát 1. "Bad News" 2. "Just a Little Bit" 3. "Find Me" 4. "Next to You" (있을게) 5. "Bad at Love"                                                        | 2                        | —                        | - KOR: 97.492               |
| Shining Up                                                                                   | - Phát hành: 29 tháng 8, 2022 - Hãng đĩa: Yuehua Entertainment, Stone Music, Genie - Định dạng: CD, kỹ thuật số, phát trực tuyến Danh sách bài hát 1. "Young & Wild" 2. "Can't Stop Shining" 3. "Only One Day" (하루만) 4. "Start Up"                                                                | 2                        | —                        | - KOR: 80.563               |
| On and On                                                                                    | - Phát hành: 22 tháng 11, 2022 - Hãng đĩa: Yuehua Entertainment, Stone Music, Genie - Định dạng: CD, kỹ thuật số, phát trực tuyến Danh sách bài hát 1. "Taste the Feeling" 2. "Dragon" (飛上) 3. "Loving Number" 4. "Raise Me Up"                                                                    | 1                        | —                        | - KOR: 121.264              |
| The Calm Before the Storm (폭풍전야)                                                         | - Phát hành: 17 tháng 4, 2023 - Hãng đĩa: Yuehua Entertainment, Stone Music, Genie - Định dạng: CD, kỹ thuật số, phát trực tuyến Danh sách bài hát 1. "Eye of the Storm" 2. "Dangerous" (난장) 3. "Freak Show" 4. "I'll Be There"                                                                    | 4                        | 19                       | - KOR: 116.784 - JPN: 3.846 |
| Tempest Voyage                                                                               | - Phát hành: 11 tháng 3, 2024 - Hãng đĩa: Yuehua Entertainment, Stone Music, Genie - Định dạng: CD, kỹ thuật số, phát trực tuyến Danh sách bài hát 1. "Lighthouse" 2. "There" 3. "B.O.K" 4. "Slow Motion"                                                                                            | 1                        | —                        | - KOR: 129.888              |
| Tiếng Nhật                                                                                   | |                          |                          |                             |
| Bang!                                                                                        | - Phát hành: 10 tháng 4, 2024 - Hãng đĩa: Nippon Columbia - Định dạng: CD, kỹ thuật số, phát trực tuyến Danh sách bài hát 1. "BANG!" 2. "Baddest Behavior" 3. "Dangerous - Japanese ver" 4. "Can't Stop Shining - Japanese ver" 5. "Only One Day - Japanese ver" 6. "Baddest Behavior - Intrumental" | —                        | 7                        | - JPN: 12,606               |
| "—" biểu thị không đạt được thứ hạng tại bảng xếp hạng hoặc không phát hành tại lãnh thổ đó. | |                          |                          |                             |

### Album đĩa đơn
| Tựa đề                         | Thông tin | Vị trí xếp hạng cao nhất | Doanh số       |
| Tựa đề                         | Thông tin | KOR                      | Doanh số       |
| Into the Tempest (폭풍 속으로) | - Phát hành: 20 tháng 9, 2023 - Hãng đĩa: Yuehua Entertainment, Stone Music, Genie - Định dạng: CD, kỹ thuật số, phát trực tuyến Danh sách bài hát 1. "Vroom Vroom" 2. "Dive" 3. "Blue Tooth" | 2                        | - KOR: 163.043 |

### Đĩa đơn
| Tựa đề                                                                                       | Năm  | Vị trí xếp hạng cao nhất | Vị trí xếp hạng cao nhất | Album                         |
| Tựa đề                                                                                       | Năm  | KOR                      | VIE                      | Album                         |
| Tiếng Hàn                                                                                    |      |                          |                          |                               |
| "Bad News"                                                                                   | 2022 | 164                      | 54                       | It's Me, It's We              |
| "Can't Stop Shining"                                                                         | 2022 | 10                       | —                        | Shining Up                    |
| "Dragon" (飛上)                                                                              | 2022 | 23                       | —                        | On & On                       |
| "Dangerous" (난장)                                                                           | 2023 | 108                      | —                        | The Calm Before the Storm     |
| "Vroom Vroom"                                                                                | 2023 | 31                       | —                        | Into the Tempest              |
| "Lighthouse"                                                                                 | 2024 | 19                       | —                        | Voyage                        |
| Tiếng Nhật                                                                                   |      |                          |                          |                               |
| "Baddest Behavior"                                                                           | 2024 | 30                       | —                        | Đĩa đơn không nằm trong album |
| "Bang!"                                                                                      | 2024 | —                        | —                        | Bang!                         |
| "Bubble Gum"                                                                                 | 2024 | —                        | —                        | Bubble Gum                    |
| "—" biểu thị không đạt được thứ hạng tại bảng xếp hạng hoặc không phát hành tại lãnh thổ đó. |      |                          |                          |                               |

## Nhạc phim
| Năm        | Tên                | Phim                             | Ghi chú  | Nguồn  |
| Tiếng Nhật |                    |                                  |          |        |
| 2024       | "Baddest Behavior" | Run for Money: The Great Mission | Nhạc kết | [ 46 ] |

## Danh sách video

### Video âm nhạc
| Tên                  | Năm  | Đạo diễn                  |
| "Bad News"           | 2022 | Kwon Yong-soo (Saccharin) |
| "Can't Stop Shining" | 2022 | Kim Zi-yong (Fantazylab)  |
| "Taste the Feeling"  | 2022 | Song Jung-kwan            |
| "Dragon" (飛上)      | 2022 | Kwon Yong-soo (Saccharin) |
| "Dangerous" (난장)   | 2023 | Kwon Yong-soo (Saccharin) |
| "Vroom Vroom"        | 2023 | Naive                     |
| "Baddest Behavior"   | 2024 |                           |
| "Lighthouse"         | 2024 | Guzza (Kudo)              |
| "There"              | 2024 |                           |
| "Bang!"              | 2024 | ziyongkim (Fantazylab)    |

### Video khác
| Tên                   | Năm  | Đạo diễn  |
| Tempest Debut Trailer | 2022 | Saccharin |

## Chuyến lưu diễn
- 2023 Tempest Show Con [T-Our] (2023)

| Ngày (giờ địa phương) | Tên           | Quốc gia              |
| 16 tháng 10, 2022     | KCON          | Nhật Bản              |
| 19 tháng 3, 2023      | KCON          | Thái Lan              |
| 14 tháng 5, 2023      | KCON          | Nhật Bản              |
| 3 tháng 10, 2023      | Inkigayo Live | Nhật Bản              |
| 7 tháng 10, 2023      | KCON          | Ả Rập Xê Út           |
| 25 tháng 2, 2024      | Kstyle Party  | Nhật Bản              |
| 30,31 tháng 3, 2024   | KCON          | Hồng Kông, Trung Quốc |

| Ngày              | Tên sự kiện/chương trình              | Bài hát biểu diễn                              | Quốc gia   |
| 24 tháng 12, 2022 | SBS Gayo Daejeon                      | "Dragon"                                       | Hàn Quốc   |
| 31 tháng 12, 2022 | MBC Gayo Daejejeon                    | "Can't Stop Shining" và "Pretty U" (Seventeen) | Hàn Quốc   |
| 24 tháng 1, 2023  | Lễ thịnh điển nghe nhìn Internet 2023 | "Dragon" và "Happy New Year" (UNIQ)            | Trung Quốc |

## Các hoạt động khác

### Chương trình truyền hình
| Năm  | Tên chương trình                     | Kênh        | Tập      | Thành viên         | Vai trò                    | Chú thích |
| 2017 | Produce 101 (mùa 2)                  | Mnet        | 1–11     | Lew, Hyeongseop    | Thí sinh                   | Lew (Lee Euiwoong) xếp hạng 23 chung cuộc, Hyeongseop xếp hạng 16 chung cuộc.                                        |
| 2017 | Mystery Rank Show 123                | MBC         | 28       | Lew                | Khách mời                  | |
| 2018 | Leaving The Nest (mùa 3)             | tvN         | 5–6      | Lew                | Khách mời                  | |
| 2018 | Under Nineteen                       | MBC         | 1–12     | Hwarang            | Thí sinh                   | Hwarang (Song Jaewon) xếp hạng 32 chung cuộc.                                                                        |
| 2019 | Learn to Rap (mùa 2)                 | EBS         | N/A      | Lew                | Thí sinh                   | |
| 2020 | I-Land                               | Mnet        | 1–12     | Hanbin             | Thí sinh                   | Hanbin xếp hạng 10 chung cuộc                                                                                        |
| 2022 | After School Club                    | Arirang     | 514, 551 | Cả nhóm            | Khách mời                  | Phát sóng: 15 tháng 3, 6 tháng 12                                                                                    |
| 2022 | Music Universe K-909                 | JBTC        | 2        | Cả nhóm            | Next Generation - 최초공개 | |
| 2022 | South Korean Foreigners (대한외국인) | MBC Every 1 | 211      | Hyeongseop         | Khách mời                  | |
| 2022 | King of Mask Singer                  | MBC         | 382      | Hanbin, Hyeongseop | Khách mời                  | Phát sóng ngày 4 tháng 12 (phần 1) và ngày 11 tháng 12 (phần 2)                                                      |
| 2023 | Immortal Songs 2                     | KBS         |          | Cả nhóm            | Khách mời                  | |
| 2023 | The Show                             | SBS         |          | Hyeongseop         | MC cố định                 | Bắt đầu từ 28 tháng 3 năm 2023. Đồng hành cùng Yeosang (Ateez) và Xiaojun (WayV)                                     |
| 2024 | Han Moon-chul's Dashcam Review       | JBTC        |          | Eunchan, Hwarang   | Khách mời                  | |
| 2024 | Ngày trở về 2024: Như hạt phù sa     | VTV4        |          | Hanbin             | Khách mời                  | Lên sóng vào 08:00 và 19:30 mùng 1 Tết Nguyên đán (10 tháng 2) trên kênh VTV4                                        |
| 2024 | Show Champion                        | MBC         |          | Hwarang            | MC cố định                 | Đồng hành cùng Gaon (Xdinary Heroes) và Keum (Epex), tuy nhiên anh đã rút khỏi chương trình chỉ sau một số phát sóng |
| 2024 | Gag Concert                          | KBS2        | 1067     | Cả nhóm            | Khán giả khách mời         | Ngoại trừ thành viên Hwarang.                                                                                        |

### Chương trình phát thanh
| Năm  | Tháng | Tên chương trình                | Kênh / Đài  | Tập      | Thành viên               | Vai trò   | Chú thích                         |
| 2022 | 3     | Idol Radio                      | MBC Radio   | 60 Mùa 2 | Cả nhóm                  | Khách mời | MC: Joohoney, Hyungwon (Monsta X) |
| 2022 | 3     | Midnight Idol Season 2          | Naver Now   | 133      | Cả nhóm                  | Khách mời | MC: Kihyun, I.M (Monsta X)        |
| 2022 | 3     | 펜타곤의 밤의 라디오            | EBS FM      |          | Cả nhóm                  | Khách mời | MC: Shinwon (Pentagon)            |
| 2022 | 3     | Station Z                       | KBS CoolFM  |          | Cả nhóm                  | Khách mời |                                   |
| 2022 | 3     | Studio Moon Night Season 2      | Naver Now   | 160      | Cả nhóm                  | Khách mời | MC: Moonbyul (Mamamoo)            |
| 2022 | 3     | Super K-Pop                     | Arirang     |          | Cả nhóm                  | Khách mời |                                   |
| 2022 | 3     | Party Room                      | Vibe        |          | Cả nhóm                  | Khách mời |                                   |
| 2022 | 8     | Free Hug                        | Naver Now.  |          | Cả nhóm                  | Khách mời | MC: Changmin                      |
| 2022 | 9     | Favorite Playlist               | FLO Studio  | 71       | Cả nhóm                  | Khách mời | [ 48 ]                            |
| 2022 | 9     | Party Room                      | Vibe        |          | Cả nhóm                  | Khách mời |                                   |
| 2022 | 9     | GOT7 Youngjae's Close Friend    | MBC FM4U    | [ 49 ]   | Cả nhóm                  | Khách mời | MC: Youngjae (Got7)               |
| 2022 | 9     | It's Jaechan's Dream            | Naver Now.  | 33       | Cả nhóm                  | Khách mời | MC: Jaechan (DKZ)                 |
| 2022 | 9     | Lee Gikwang's Music Plaza Radio | KBS CoolFM  |          | Lew, Hyeongseop, Hwarang | Khách mời | MC: Lee Gi-kwang                  |
| 2022 | 9     | Idol Radio                      | MBC Radio   | 3 Mùa 3  | Cả nhóm                  | Khách mời | MC: Hongjoong, Yunho (Ateez)      |
| 2022 | 9     | Kiss the Radio                  | KBS CoolFM  |          | Cả nhóm                  | Khách mời | MC: Minhyuk (BtoB)                |
| 2022 | 12    | Idol Radio                      | MBC Radio   | 26 Mùa 3 | Cả nhóm                  | Khách mời | MC: Lew (Tempest)                 |
| 2023 | 4     | Idol Radio                      | MBC Radio   | 64 mùa 3 | Cả Nhóm                  | Khách mời | MC: Hongjoong, Yunho (Ateez)      |
| 2023 | 4     | Wendy's Young Street            | SBS PowerFM |          | Lew, Hyeongseop, Hwarang | Khách mời | MC: Wendy (Red Velvet)            |
| 2023 | 9     | GOT7 Youngjae's Close Friend    | MBC FM4U    |          | Hanbin                   | Khách mời | MC: Youngjae (Got7)               |
| 2023 | 10    | Youngstreet Radio               | SBS Radio   |          | Lew, Hyeongseop, Hyuk    | Khách mời | MC: Eunbi                         |

### Chương trình thực tế
| Năm  | Tên chương trình           | Kênh        | Tập  | Thành viên | Vai trò    | Chú thích                                                   |
| 2020 | BELIFT LAB - Training Camp | HYBE LABELS | 1    | Hanbin     | Thí sinh   | Cùng các thí sinh của I-Land                                |
| 2022 | TEMPESTart!                | Tempest     | 1-18 | Cả nhóm    | Thành viên |                                                             |
| 2022 | 7empestory                 | Tempest     |      | Cả nhóm    | Thành viên |                                                             |
| 2022 | TEMFLIX                    | Tempest     | 1-16 | Cả nhóm    | Thành viên | Phát sóng lúc 16:00 thứ 6 hàng tuần, bắt đầu từ 29 tháng 4. |
| 2022 | Weekly Idol                | MBC         | 590  | Cả nhóm    | Khách mời  |                                                             |
| 2023 | E상한X들 (EXHOTSPOT)       | THE K-POP   |      | Hwarang    | Thành viên | Phát sóng tập đầu vào 17:00 (KST) ngày 28 tháng 8           |
| 2024 | Weekly Idol                | MBC         | 654  | Cả nhóm    | Khách mời  | Ngoại trừ thành viên Hwarang                                |

### Một số chương trình khác
| Năm  | Tháng | Tên chương trình                           | Kênh/Ứng dụng               | Tập                                             | Thành viên  | Vai trò   | Chú thích |
| 2022 | 8     | IDOLLIVE SCHOOL 3 (Adola school)           | Idol Plus                   |                                                 | Cả nhóm     | Khách mời | Phát sóng trục tiếp 18 giờ KST ngày 24 tháng 8. MC: Jun.K & Gikwang                                                                                         |
| 2022 | 9     | Crime Quiz Show (크라임 퀴즈쇼 풀어파일러) | Discovery Channel Korea     | 10                                              | Lew         | Khách mời | Lew xuất hiện với tư cách là "cựu sinh viên của Crime Quiz Show" cuối cùng và điều tra kỹ lưỡng vụ án Aileen Warnos, nữ sát nhân hàng loạt đầu tiên của Mỹ. |
| 2022 | 9     | Idol Ability Market                        | Seezn                       |                                                 | Cả nhóm     | Khách mời | |
| 2022 | 9     | HIT Village                                | M2 (Mnet )                  |                                                 | Cả nhóm     | Khách mời | |
| 2022 | 9–10  | Kpop Maker                                 | Mnet Plus                   |                                                 | Cả nhóm     | Tempest   | |
| 2022 | 9–10  | IDOL WORKSHOP                              | Idol Plus                   | Tempest edition tập 1-5                         | Cả nhóm     | Tempest   | Phát sóng vào 17 giờ (KST) thứ 3 và thứ 5 hằng tuần bắt đầu từ ngày 29/9                                                                                    |
| 2022 | 12    | IDOL LEAGUE                                | STATV                       |                                                 | Cả nhóm     | Tempest   | Phát sóng 23 tháng 12 MC: Shindong (Super Junior), Dayoung (WJSN)                                                                                           |
| 2023 | 4     | IDOL WORKSHOP                              | Idol Plus                   | TEMPEST High School Faculty Workshop Ep 1-5     | Cả nhóm     | Tempest   | Phát sóng vào 17 giờ (KST) thứ 3 và thứ 5 hàng tuần từ ngày 20/4                                                                                            |
| 2023 | 4     | THE 윌벤쇼                                 | THE 윌벤쇼 THE WILLBEN SHOW | Tập 67 - Making New Concept Yakgwa with TEMPEST | Hanbin, Lew | Khách mời | |

### Phim truyền hình
| Năm  | Đài truyền hình | Tên phim          | Thành viên | Vai trò                   | Chú thích |
| 2017 | Web drama       | Devil Inspector   | Hyeongseop | Nam chính - Seol Oh-seong |           |
| 2018 | Web drama       | Devil Inspector 2 | Hyeongseop | Nam chính - Seol Oh-seong |           |

### Quảng cáo
| Năm  | Tên                                                                                    | Thành viên | Hãng       | Thể loại | Chú thích                    |
| 2019 | 2019 FW Lookbooks                                                                      | Hyeongseop | Star Shoes | CF       | Với E:U (Everglow)           |
| 2023 | TEMPEST “XÌ XỤP” THỬ MÌ COLUSA - MILIKET, HANBIN KHOE SKILL REVIEW SONG NGỮ VIỆT - HÀN | Tempest    | Miliket    | TVC      | Ngoại trừ thành viên Hwarang |

### Tạp chí
| Năm  | Tháng  | Tên tạp chí  | Quốc gia   | Số phát hành               | Thành viên                  | Trang bìa | Hình thức                                                          | Ghi chú                                          |
| 2017 |        | Singles      | Hàn Quốc   |                            | Lew, Hyeongseop             |           | Bản giấy                                                           |                                                  |
| 2017 | GIOAMI |              | Hàn Quốc   |                            | Lew, Hyeongseop             | Bản giấy  |                                                                    |                                                  |
| 2017 | allure |              | Hàn Quốc   |                            | Lew, Hyeongseop             | Bản giấy  | Cùng Kim Youngguk, Yoo Seonho, Takada Kenta (Produce 101 season 2) |                                                  |
| 2018 | 5      | CéCi         | Hàn Quốc   |                            | Lew, Hyeongseop             |           | Bản giấy                                                           |                                                  |
| 2022 | 4      | 1st LOOK     | Hàn Quốc   | vol.236                    | Cả nhóm                     |           | Bản giấy                                                           | Phỏng vấn, Phát hành ngày 8 tháng 4              |
| 2022 | 5      | DELING       | Trung Quốc | Vol 13 May Issue \| Ep. 64 | Cả nhóm                     | ✔         | Bản giấy                                                           | 2 phiên bản                                      |
| 2022 | 7      | MAPS         | Hàn Quốc   | vol 170                    | Cả nhóm                     |           | Bản giấy                                                           | 2 phiên bản                                      |
| 2022 | 8      | ARENA HOMME+ | Hàn Quốc   | August Issue               | Hanbin, Hyeongseop, Hwarang |           | Bản giấy                                                           | Phỏng vấn, phát hành ngày 22 tháng 7 2 phiên bản |
| 2022 | 8      | Campusplus   | Hàn Quốc   | August Issue               | Hyeongseop                  | ✔         | Bản giấy                                                           |                                                  |
| 2022 | 9      | Singles      | Hàn Quốc   | September Issue            | Cả nhóm                     |           | Bản giấy                                                           | Phỏng vấn: INTO the LIGHT                        |
| 2022 | 9      | Vanityteen   |            |                            | Cả nhóm                     |           | Bản điện tử                                                        | Phỏng vấn                                        |
| 2022 | 10     | THE STAR     | Hàn Quốc   | October Issue              | Cả nhóm                     |           | Bản giấy                                                           | Phỏng vấn: BOYS IN THE STORM                     |
| 2023 | 6      | FORBES       | Hàn Quốc   | June Issue                 | Hanbin                      |           | Bản giấy                                                           |                                                  |
| 2023 | 8      | BEAUTY+      | Hàn Quốc   | August Issue               | Cả nhóm                     |           | Bản giấy                                                           |                                                  |
| 2023 | 10     | JUNON        | Nhật bản   | October Issue              | Cả nhóm                     |           | Bản giấy                                                           |                                                  |
| 2023 | 11     | Hanryu pia   | Nhật bản   | November Issue             | Cả nhóm                     |           | Bản giấy                                                           |                                                  |
| 2024 | 3      | S Cawaii! ME | Nhật bản   | S Cawaii! ME 2024 SPRING   | Cả nhóm                     |           | Bản giấy                                                           |                                                  |

## Triễn lãm
| Tên                         | Ngày tổ chức              | Địa điểm                              |
| [YENA&TEMPEST] POP-UP STORE | 20 - 29 tháng 12 năm 2022 | THE HYUNDAI SEOUL B1, Seoul, Hàn Quốc |

## Giải thưởng và đề cử

### Danh sách giải thưởng và đề cử
| Năm  | Giải thưởng                            | Hạng mục                               | Đề cử   | Kết quả   | Ghi chú       |
| 2022 | Brand of the Year Awards               | Male Rookie of the Year                | Tempest | Đoạt giải | [ 56 ]        |
| 2022 | Top Ten Awards                         | Best Artist (United States of America) | Tempest | Đoạt giải | [ 57 ]        |
| 2022 | Top Ten Awards                         | Best Artist (United Kingdom)           | Tempest | Đoạt giải | [ 57 ]        |
| 2022 | Genie Music Award (GMA)                | Genie Popularity Award                 | Tempest | Đề cử     | [ 58 ] [ 59 ] |
| 2022 | Genie Music Award (GMA)                | Genie Global Popularity Award          | Tempest | Đề cử     | [ 58 ] [ 59 ] |
| 2022 | Genie Music Award (GMA)                | The Male New Artist (ROTY)             | Tempest | Đoạt giải | [ 58 ] [ 59 ] |
| 2022 | MAMA Award                             | Best New Male Artist                   | Tempest | Đề cử     |               |
| 2022 | Asia Artist Award (AAA)                | Idolplus Popularity Award              | Tempest | Đề cử     |               |
| 2022 | Asia Artist Award (AAA)                | New Wave Award                         | Tempest | Đoạt giải |               |
| 2022 | Mnet Japan Fan's Choice Awards (MJFCA) | Rookie of the Year                     | Tempest | Đoạt giải |               |
| 2022 | Hanteo Music Award (HMA)               | Global Rising Artist in China          | Tempest | Đoạt giải | [ 60 ]        |
| 2022 | Hanteo Music Award (HMA)               | Global Rising Artist in Japan          | Tempest | Đoạt giải | [ 61 ]        |
| 2022 | Hanteo Music Award (HMA)               | Rookie Of The Year - Male              | Tempest | Đoạt giải | [ 62 ]        |
| 2022 | Mubeat Awards                          | Best Rookie Artist                     | Tempest | Đoạt giải |               |
| 2023 | 37th Golden Disc Award (GDA)           | Rookie Award                           | Tempest | Đề cử     |               |
| 2023 | Korea First Brand Awards               | Male Rookie of the year                | Tempest | Đoạt giải | [ 63 ]        |
| 2023 | Seoul Music Award (SMA)                | Idolplus New Star Award                | Tempest | Đoạt giải | [ 64 ]        |
| 2023 | Seoul Music Award (SMA)                | Idolplus Best Artist Award             | Tempest | Đề cử     |               |
| 2023 | Seoul Music Award (SMA)                | New Artist Award                       | Tempest | Đề cử     |               |
| 2023 | 12th Circle Chart Music Awards (CCMA)  | Idolplus New Star Award                | Tempest | Đoạt giải |               |
| 2023 | Brand Customer Loyalty Awards          | Best Male Idol - Rookie                | Tempest | Đoạt giải | [ 66 ]        |
| 2023 | Brand of the Year Awards               | Rising Star - Male Idol                | Tempest | Đoạt giải | [ 67 ]        |
| 2023 | Asia Artist Award (AAA)                | ICON AWARD                             | Tempest | Đoạt giải |               |
| 2024 | Korea First Brand Awards               | Male Idol category                     | Tempest | Đoạt giải | [ 68 ]        |
| 2024 | Korea First Brand Awards               | Male Idol (Vietnam) category           | Tempest | Đoạt giải | [ 69 ]        |
| 2024 | Hanteo Music Award (HMA)               | Emerging Artist                        | Tempest | Đoạt giải | [ 70 ]        |

## Chương trình âm nhạc

### Show Champion
| Năm  | Ngày        | Bài hát         | Điểm |
| 2022 | 30 tháng 11 | "Dragon (飛上)" | 7549 |
| 2023 | 27 tháng 9  | "Vroom Vroom"   | 5317 |
| 2024 | 20 tháng 3  | "LIGHTHOUSE"    | 5861 |

### Music Bank
| Năm  | Ngày       | Bài hát       | Điểm |
| 2023 | 29 tháng 9 | "Vroom Vroom" | 5914 |

## Giải thưởng khác
| Năm  | Tập  | Bài hát            | Tổng bình chọn | Ghi chú |
| 2022 | 1153 | Can't Stop Shining | 10213          | [ 71 ]  |